# 库归礁
库归礁，位于杨信沙洲东北方，属干出礁。中華人民共和國、中華民國、越南和菲律賓均聲稱擁有主權。

## 历史
- 中國漁民俗稱「褲歸」，意即「褲襠」[1]。
- 1983年中国的公布名称为库归礁[2]。

## 地质地形
该礁由南北两个排列的珊瑚礁组成，长条形，低潮可见。